# Moon (film)
Moon – brytyjski dramat science fiction z 2009 roku w reżyserii Duncana Jonesa.

## Fabuła
Sam Bell jest pracownikiem bazy księżycowej Sarang firmy Lunar Industries, gdzie nadzoruje ekstrakcję helu-3 potrzebnego do produkcji energii na Ziemi. Jego trzyletni kontrakt dobiega końca za dwa tygodnie. Baza Sarang, w której stacjonuje, jest w większości zautomatyzowana, a jego jedynym towarzyszem jest robot GERTY zaopatrzony w sztuczną inteligencję. Ze względu na błąd satelity komunikacyjnego nie ma on stałego kontaktu z Ziemią. Naprawa satelity nie jest jednak priorytetem firmy Lunar Industries. Zaczyna on dostawać halucynacji, w której widzi nastoletnią dziewczynę na stacji. Podczas rutynowej misji opróżnienia zbiorników helu-3 dostrzega postać na powierzchni księżyca, co powoduje, że rozbija się swoim czołgopodobnym łunochodem o kombajn służący do ekstrakcji helu. W zderzeniu pojazd traci szczelność, a Sam w ostatniej chwili zakłada hełm od swojego skafandra kosmicznego przed utratą przytomności.
Sam nagle budzi się w izbie chorych bazy, gdzie GERTY mówi mu, że miał wypadek. Sam nabiera podejrzeń gdy podsłuchuje rozmowę GERTY'ego z zarządem Lunar Industries oraz gdy słyszy, że GERTY ma nie pozwalać mu wychodzić na zewnątrz. Baza otrzymuje wiadomość, że statek Eliza przyleci, aby naprawić zepsuty kombajn. Sam przecina rurę z gazem, aby przekonać GERTY'ego aby go wypuścił na zewnątrz. Kłamie on, że musi wyjść na zewnątrz, aby sprawdzić, co spowodowało uszkodzenia. Gdy wychodzi z bazy, wsiada do następnego łunochodu i jedzie, aby dokonać inspekcji wraku rozbitego łunochodu. Znajduje tam ledwo żywego "Sama".
Gdy drugi Sam budzi się ze śpiączki, obydwaj zauważają, że wyglądają identycznie. Każdy jest przekonany, że drugi jest jego klonem. Gdy Sam znaleziony w rozbitym łunochodzie pyta się GERTY'ego czy jest klonem, ten mu odpowiada, że materiał genetyczny i pamięciowy oryginalnego Sama Bella został pobrany, aby wytworzyć setki jego klonów. Obydwóch Samów szuka powodów dla braku komunikacji z Ziemią, co pobudza ich do wyjazdu poza perymetr zewnętrzny bazy. Tam odnajdują kilka wież zakłócających sygnał. Pierwszy Sam zaczyna się nagle krztusić krwią, przez co decyduje się wracać do bazy. Tam odkrywa z pomocą GERTY'ego nagrania poprzednich Samów. Okazuje się, że "hibernator" służący do powrotu na Ziemię jest tak naprawdę urządzeniem do kremacji, a trzyletni kontrakt to jego całe życie.
Drugi Sam dedukuje, że klony gdzieś znajdują się wewnątrz bazy. Starszy odnajduje, że znajduje się on poniżej "hibernatora". Tam znajdują setki swoich klonów w stanie śpiączki. Pierwszy Sam decyduje się ponownie wybrać poza bazę, tym razem z wideotelefonem. Tam udaje mu się dodzwonić do "swojej" córki Eve. Eve mówi mu, że "jego" ukochana Tess zmarła kilka lat temu, oraz że prawdziwy Sam Bell jest cały zdrowy na Ziemi. Po powrocie drugi Sam dowiaduje się tego samego, oglądając nagranie rozmowy.
Wiedzą, że jeśli załoga Elizy odnajdzie ich obydwóch żywych, to zostaną zabici. Drugi Sam proponuje pierwszemu, żeby udał się na Ziemię w pustym zbiorniku helu, lecz ten odmawia. Wie, że umiera i chce, żeby to jego wsadzić do wraku łunochodu. Po wsadzeniu ciała pierwszego Sama drugi wraca do bazy. Tam zmienia namiary jednego z kombajnów, aby zniszczył on zakłócacze sygnału. Przed wejściem do zbiornika resetuje GERTY'emu pamięć. Tuż przed wejściem załogi Elizy ukrywa się.
Film kończy się sceną statku kosmicznego wchodzącego do atmosfery. W tle słychać wyrwane fragmenty wiadomości mówiące o skutkach jego powrotu na Ziemię.

## Obsada
- Sam Rockwell – Sam Bell
- Robin Chalk − Sam Bell #2
- Kevin Spacey – GERTY (głos)
- Dominique McElligott – Tess Bell
- Kaya Scodelario – Eve Bell

## Nagrody

### Otrzymane
BAFTA awards 2010
- Nagroda Carla Foremana za specjalne zasługi brytyjskiego reżysera, scenarzysty lub producenta w jego pierwszym pełnometrażowym filmie[1]

British Independent Film Awards 2009
- Najlepszy niezależny film brytyjski
- Nagroda Douglasa Hickoxa dla Duncana Jonesa

Fantastic'Arts 2010
- Nagroda krytyków
- Nagroda specjalna

Nagroda Hugo 2010
- Najlepsza dramatyczna prezentacja (długa forma)[2]

### Nominacje
BAFTA awards 2010
- Nagroda Aleksandra Kordy za najlepszy brytyjski film

British Independent Film Awards 2009
- Najlepszy aktor Sam Rockwell
- Najlepszy reżyser Duncan Jones
- Najlepszy scenariusz dla Nathana Parkera
- Osiągnięcie techniczne, oryginalna muzyka dla Clinta Mansella
- Osiągnięcie techniczne, projekt sceny dla Tony'ego Noble'a

Chlotrudis Awards 2010
- Najlepszy aktor Sam Rockwell
- Najlepsza produkcja